# Mari Froes
Mariana Ferreira Froes (* 19. Februar 2003 in Anápolis, Goiás) ist eine brasilianische Sängerin.

## Leben
Mariana Ferreira Froes wurde 2003 in Anápolis, Goiás geboren. Sie gehört der Musikrichtung Música Popular Brasileira (MPB) an, einem Genre das traditionelle brasilianische Musik wie Samba und Baião mit Jazz und Rock verbindet. Ihre Debütsingle Moça erschien 2019. Ein Jahr später folgte die EP Nebulosa. Zudem veröffentlichte sie zusammen mit Rodrigo Alacorn und Ana Muller das Projekt Taquéta Vol. 1 (2021). Mit Agnes Nunes veröffentlichte sie 2024 das Lied Coração Marruá.
Ein internationaler Hit gelang ihr mit dem Song Vaitimbora mit dem französischen DJ-Duo Trinix zusammen. Der Song mischt Bossa Nova, Afrohouse und Samba.

## Diskografie

### EPs
- 2020: Nebulosa

### Kollaboveröffentlichungen
- 2021: Taquetá Vol. 1 (EP mit Rodrigo Alarcon & Ana Muller)
- 2024: Tudo Passa (EP mit Labelkünstlern von Bagua Records)

### Singles
- 2019: Moça
- 2019: Rosa e Laranja
- 2020: 15b (mit Rodrigo Alacorn)
- 2020: Sambinha de Saudade
- 2020: A Porta (mit Phill Veras)
- 2020: Ophelia (mit Kaio Bruno Dias)
- 2020: Caos
- 2020: Eu
- 2020: Espelho
- 2021: Mais uma Cançãp Pra Você
- 2024: Coração Marruá (mit Agnes Nunes)
- 2024: Gabriela – A Colors Show
- 2025: Vaitimbora (mit Trinix)
- 2025: Figa de Guiné